# CONCACAF Nations League 2019-2020 - Lega A

## Gruppo A

### Classifica
| Squadra     | Pt | G | V | N | P | GF | GS | DG  |
| ----------- | -- | - | - | - | - | -- | -- | --- |
| Stati Uniti | 9  | 4 | 3 | 0 | 1 | 15 | 3  | +12 |
| Canada      | 9  | 4 | 3 | 0 | 1 | 10 | 4  | +6  |
| Cuba        | 0  | 4 | 0 | 0 | 4 | 0  | 18 | -18 |

### Risultati
| Arbitro: | F. Hernandez |

|                                                             |           |  |
| Hoilett 13’, 50’, 82’ (rig.) David 21’ Osorio 52’ Henry 65’ | Marcatori |  |

| Arbitro: | Mario Escobar |

|  |           |           |
|  | Marcatori | 9’ Davies |

| Arbitro: | José Raúl Torres |

|                                                                                |           |  |
| McKennie 1’, 5’, 13’ Morris 9’ Ramos 37’ (aut.) Sargent 40’ Pulisic 62’ (rig.) | Marcatori |  |

| Arbitro: | Daneion Parchment |

|                            |           |  |
| Davies 63’ Cavallini 90+1’ | Marcatori |  |

| Arbitro: | César Ramos |

|                                    |           |             |
| Morris 2’ Zardes 23’, 89’ Long 34’ | Marcatori | 72’ Vitória |

| Arbitro: | John Pitti |

|  |           |                                 |
|  | Marcatori | 1’, 66’ Sargent 26’, 39’ Morris |

## Gruppo B

### Classifica
| Pos | Squadra | Pt | G | V | N | P | GF | GS | DG  |
| --- | ------- | -- | - | - | - | - | -- | -- | --- |
| 1.  | Messico | 12 | 4 | 4 | 0 | 0 | 13 | 3  | +10 |
| 2.  | Panama  | 3  | 4 | 1 | 0 | 3 | 5  | 9  | -4  |
| 3.  | Bermuda | 3  | 4 | 1 | 0 | 3 | 5  | 11 | -6  |

### Risultati
| Arbitro: | Raúl Castro Zúñiga |

|                     |           |                                                  |
| Cummings 44’ (aut.) | Marcatori | 31’, 66’ Torres 45’ Blackburn 90+3’ Carrasquilla |

| Arbitro: | Nitzar Sandoval |

|  |           |                |
|  | Marcatori | 22’, 61’ Wells |

| Arbitro: | Henry Bejarano |

|           |           |                                                     |
| Wells 57’ | Marcatori | 25’ Antuna 45+2’, 54’ Macías 60’ Lozano 71’ Herrera |

| Arbitro: | Iván Barton |

|                                       |           |                    |
| Alvarado 28’ Macías 75’ Pizarro 90+2’ | Marcatori | 42’ (aut.) Salcedo |

| Arbitro: | Ricardo Montero |

|  |           |                                    |
|  | Marcatori | 8’, 70’ Jiménez 85’ (rig.) Álvarez |

| Arbitro: | Ismael Cornejo |

|                          |           |              |
| Córdova 27’ Antuna 90+3’ | Marcatori | 10’ Leverock |

## Gruppo C

### Classifica
| Pos | Squadra           | Pt | G | V | N | P | GF | GS | DG |
| --- | ----------------- | -- | - | - | - | - | -- | -- | -- |
| 1.  | Honduras          | 10 | 4 | 3 | 1 | 0 | 7  | 1  | +7 |
| 2.  | Martinica         | 3  | 4 | 0 | 3 | 1 | 4  | 5  | -1 |
| 3.  | Trinidad e Tobago | 2  | 4 | 0 | 2 | 2 | 3  | 9  | -6 |

### Risultati
| Arbitro: | José Kellys |

|              |           |                     |
| Mandouki 41’ | Marcatori | 65’ (rig.) J. Jones |

| Arbitro: | Diego Montaño |

|                       |           |                           |
| Molino 17’ Telfer 46’ | Marcatori | 60’ (aut.) Carr 80’ Delem |

| Arbitro: | Mario Escobar |

|  |           |                       |
|  | Marcatori | 52’ Moya 90’ Martínez |

| Arbitro: | Andonai Escobedo |

|                      |           |  |
| Barthéléry 4’ (aut.) | Marcatori |  |

| Arbitro: | Theodore Unkel |

|            |           |           |
| Rivière 6’ | Marcatori | 65’ Mejía |

| Arbitro: | Joel Aguilar |

|                                         |           |  |
| Toro 5’ Moya 20’ Elis 45+2’ (rig.), 54’ | Marcatori |  |

## Gruppo D

### Classifica
| Pos | Squadra    | Pt | G | V | N | P | GF | GS | DG |
| --- | ---------- | -- | - | - | - | - | -- | -- | -- |
| 1.  | Costa Rica | 6  | 4 | 1 | 3 | 0 | 4  | 3  | +1 |
| 2.  | Curaçao    | 5  | 4 | 1 | 2 | 1 | 3  | 3  | 0  |
| 3.  | Haiti      | 3  | 4 | 0 | 3 | 1 | 3  | 4  | -1 |

### Risultati
| Arbitro: | Keylor Herrera |

|          |           |  |
| Hooi 70’ | Marcatori |  |

| Arbitro: | Walter López Castellanos |

|             |           |          |
| Pierrot 15’ | Marcatori | 41’ Hooi |

| Arbitro: | Drew Fischer |

|             |           |           |
| Pierrot 82’ | Marcatori | 53’ Ortiz |

| Alajuela 13 ottobre 2019, ore 18:00 UTC-6 | Costa Rica        | 0 – 0 referto | Curaçao | Stadio Alejandro Morera Soto (7 256 spett.)\| Arbitro: \| Armando Villareal \| |
| Arbitro:                                  | Armando Villareal |               |         |                                                                                |

| Arbitro: | Marco Ortiz |

|           |           |                              |
| Janga 20’ | Marcatori | 15’ (rig.) Venegas 83’ Calvo |

| Arbitro: | Said Martínez |

|           |           |                  |
| Calvo 27’ | Marcatori | 38’ (rig.) Nazon |